# Tamara G. Kolda
Tamara G. Kolda es una matemática aplicada estadounidense y es un miembro distinguido del personal técnico del Laboratorio Nacional de Sandia. Se destaca por sus contribuciones en ciencias computacionales, álgebra multilineal, minería de datos, algoritmos de gráficos, optimización matemática, computación paralela e ingeniería de software. Es miembro de la Junta Directiva de la Sociedad de Matemáticas Aplicadas e Industriales (SIAM) y se desempeñó como editora asociada tanto de SIAM Journal on Scientific Computing como de SIAM Journal on Matrix Analysis and Applications.

## Trayectoria
Kolda recibió su licenciatura en matemáticas en 1992 de la Universidad de Maryland en el condado de Baltimore y su doctorado en matemáticas aplicadas por la Universidad de Maryland en 1997. Fue becaria posdoctoral de hogar en el Laboratorio Nacional Oak Ridge de 1997 a 1999 antes de unirse a Laboratorio Nacional de Sandia.

## Reconocimientos
Kolda recibió un Premio Presidencial de Carrera Precoz para Científicos e Ingenieros en 2003, los premios a la mejor ponencia en la Conferencia Internacional de Minería de Datos del IEEE de 2008 y en la Conferencia Internacional de Minería de Datos del SIAM de 2013, y ha sido miembro distinguido de la Association for Computing Machinery desde 2011. Fue elegida miembro de la Sociedad de Matemáticas Aplicadas e Industriales en 2015. Fue elegida fellow de la Association for Computing Machinery en 2019 por sus "innovaciones en algoritmos para descomposiciones tensoriales, sus contribuciones a la ciencia de los datos y su liderazgo en la comunidad". Fue elegida miembro de la Academia Nacional de Ingeniería en 2020, por "contribuciones al diseño de software científico, incluidas las descomposiciones tensoriales y el álgebra matrilineal".